# Death Race 2000
Death Race 2000 (titulada: La carrera de la muerte del año 2000 en España; Carrera mortal 2000 en Argentina; Año 2000: Carrera mortal en Colombia y Carrera mortal en Venezuela) es una película estadounidense de 1975, del género de acción, dirigida por Paul Bartel y protagonizada por David Carradine, Simone Griffeth y Sylvester Stallone.
El guion y la cinta se basa en el cuento El corredor del autor Ib Melchior y la trama se centra en la sociedad estadounidense distópica en el año 2000, donde la Transcontinental Road Race se ha convertido en una forma de entretenimiento nacional.

## Argumento
En 1979, los Estados Unidos se derrumbaron, dando lugar a disturbios civiles masivos y al colapso económico. El gobierno se reestructuró en un régimen totalitario bajo la ley marcial. Para pacificar a la población, el gobierno ha organizado la Transcontinental Road Race, donde un grupo de conductores conduce a través del país en automóviles de gran potencia, infames por la violencia, el gore y peatones inocentes golpeados por puntos de bonificación.
En el año 2000, los cinco pilotos de la vigésima carrera anual, que se adhieren a personas de estilo profesional de lucha libre y conducen adecuadamente los coches temáticos, incluyen a Frankenstein (David Carradine), el misterioso campeón vestido de negro y héroe nacional; Machine Gun Joe (Sylvester Stallone), un gánster de tipo duro de Chicago; Calamity Jane (Mary Woronov), una vaquera; Matilda la Huno (Roberta Collins), una neonazi y Nerón el Héroe (Martin Kove), un gladiador romano. En cada unidad viaja también un navegador del sexo opuesto, que además implícitamente funciona como un interés amoroso. La carrera está cubierta en la televisión nacional por un equipo de noticias encabezado por el bullicioso y cómico Junior Bruce (Don Steele), la seductora matona Grace Pander (Joyce Jameson), y el lacónico comentarista Harold (Carle Bensen) (una parodia de Howard Cosell). El juego tiene reglas sádicas, donde matar bebés y personas discapacitadas dará al jugador puntos extra. Machine Gun Joe es el principal rival de Frankenstein.
Un grupo de resistencia dirigido por Thomasina Paine (Harriet Medlin), descendiente del revolucionario americano Thomas Paine, planea rebelarse contra el régimen del Sr. Presidente saboteando la carrera, matando a la mayoría de los conductores, y tomando a Frankenstein como rehén como palanca contra el Sr. Presidente. El grupo es asistido por la bisnieta de Paine, Annie Smith (Simone Griffeth), la última navegadora de Frankenstein. Ella planea atraerlo a una emboscada para ser reemplazado por un doble. A pesar de una difusión nacional pirateada hecha por la propia Sra. Paine, la ruptura de la resistencia de la carrera está cubierta por el gobierno y en su lugar e inculpa a los franceses, quienes también son culpados por arruinar la economía del país y el sistema de telefonía.
Al principio, el plan de la Resistencia parece dar frutos: Nerón es asesinado cuando corre sobre una muñeca (a la que atropella por puntos), que resulta ser una bomba, perpetrada por la Resistencia, a la que confunde con un bebé real. Matilda conduce hacia un alcantarillado mientras sigue un falso rodeo creado por la Resistencia y Calamity Jane, quien presenció la muerte de Matilda, conduce inadvertidamente sobre una mina terrestre. Esto deja sólo a Frankenstein y Machine Gun Joe en la carrera.
Como Frankenstein no sobrevive a todos los intentos realizados en su vida durante la carrera, Annie llega a descubrir que Frankenstein no es un oficial del gobierno, ni es el hombre original. El Frankenstein actual es, de hecho, uno de un número de alas al azar del estado entrenado exclusivamente a la raza en la identidad. "Cuando uno se agota, traen otro", le dice a Annie. El actual Frankenstein también revela que tiene sus propios planes: cuando gane la carrera y estreche la mano con el Sr. Presidente, detonará una granada que se ha implantado en su prótesis de la mano derecha (la llama "granada de mano"), que él ha guardado ocultado guardando su guante encendido en todo momento (incluso mientras se desnudó). Su plan va mal, sin embargo, cuando Machine Gun Joe ataca, y Annie lo mata usando la granada de "mano" de Frankenstein.
Después de haber superado con éxito a los pilotos rivales ya la Resistencia, Frankenstein es declarado el ganador, aunque está herido e incapaz de llevar a cabo su plan original. Annie prefiere el disfraz de Frankenstein y planea apuñalar al Sr. Presidente mientras está en el podio. Mientras el presidente felicita a "Frankenstein" por su victoria, en el proceso declarando la guerra a los franceses y nombrando a Frankenstein como líder de la guerra, Annie es herida por su propia abuela, desesperada por venganza contra Frankenstein por haberla matado supuestamente durante la carrera (en realidad sólo la había drogado). El verdadero Frankenstein se aprovecha de la confusión y embiste al Sr. Presidente con su coche, finalmente cumpliendo su deseo de matarlo por toda la vida.
En el epílogo, Annie y Frankenstein se casan y este nombra a Thomasina como ministro de seguridad. Frankenstein, ahora Presidente, suprime la carrera y planea reconstruir el país, disolviendo la dictadura. Sin embargo, Junior Bruce comienza a protestar contra ello y cuando no puede encontrar una razón moral para continuar la carrera, comienza a gritar que es una forma de vida para mantener a Estados Unidos satisfecho, para entretener y dar a la gente lo que quieren, ahora desesperado para que la carrera perpetúe. Frankenstein, molesto por sus quejas, lo ejecuta con su coche y se va con Annie entre los vitores y aplausos de la multitud.

## Reparto
- David Carradine como Frankenstein.
- Simone Griffeth como Annie Smith (navegadora de Frankenstein).
- Sylvester Stallone como "Machine Gun" Joe Viterbo.
- Sandy McCallum como "Sr. Presidente".
- Louisa Moritz como Myra (navegadora de Joe).
- Don Steele como el locutor bullicioso y cómico Junior Bruce.
- Mary Woronov como "Calamity" Jane Kelly.
- Roberta Collins como Matilda la Huno.
- Fred Grandy como "Herman el Alemán" Boch (navegador de Matilda).
- Martin Kove como Ray "Nerón el Héroe" Lonagan.
- William Shephard como Pete (navegador de Jane).
- Vince Trankina como el teniente Fury.
- Joyce Jameson como la locutora matona Grace Pander.
- Carle Bensen como el locutor lacónico Harold.
- Leslie McRay como Cleopatra (navegadora de Nerón).
- Harriet Medin como Thomasina Paine (descendiente del revolucionario Thomas Paine).

## Producción
Roger Corman quería hacer una película de deportes de acción futurista para aprovechar la publicidad anticipada de Rollerball (1975). Optó por un cuento corto de Ib Melchior y contrató a Robert Thom para adaptarlo. El director Paul Bartel sintió que esto era imposible de grabar, por lo que Charles B. Griffith lo reescribió. Corman quería que Peter Fonda interpretara el papel principal, pero no estaba disponible, por lo que David Carradine fue elegido en su lugar. A Carradine se le pagó el 10% de los ingresos brutos de la película.
Bartel más tarde recordó: "Tuvimos terribles problemas con el guion; David tuvo que terminar su serie de 'Kung Fu' antes de comenzar y tuvimos mal tiempo. Todos trabajamos bajo una presión terrible. Roger y yo tuvimos un desacuerdo esencial sobre la comedia. Él sacó mucho de las escenas de comedia. Puede que tuviera razón y probablemente fuera más objetivo".
En una entrevista de 1982, Bartel dijo: "La mayoría de mis placeres culpables en esta película fueron arrancados de raíz por Roger Corman antes de que la película viera la luz del día y sustituidos por cabezas aplastadas y chorros de sangre. Sin embargo, hay una broma. sobre los franceses que arruinaron nuestra economía y nuestro sistema telefónico que todavía encuentro divertido. Y me complace la escena en la que presenta a la Chica Fan (interpretada de manera muy efectiva por mi hermana Wendy) que se sacrificará bajo las ruedas del auto de carreras de David Carradine y quiere para encontrarlo para que el gesto tenga "sentido".

## Lanzamiento
Factory Scream! lanzó una edición de lujo de DVD y Blu-ray el 22 de junio de 2010 en la Región 1/A.
Las ediciones de video anteriores fueron lanzadas en VHS y DVD por Buena Vista Home Entertainment y New Concorde, entre otros.

## Recepción

### Taquilla
Según la revista Variety, la película ganó $ 4.8 millones en alquileres en los Estados Unidos.

### Crítica
Las críticas contemporáneas se mezclaron. Lawrence Van Gelder de The New York Times escribió que la película "no tenía nada que decir más allá de lo superficial sobre el gobierno o la rebelión. Y en ausencia de tal declaración, se convierte en lo que parece haberse burlado de él: un espectáculo que glorifica al automóvil como un instrumento de violencia". Variety calificó la película como "entretenimiento caricaturesco pero efectivo, con algunas secuencias de acción buenas y mucho humor negro". Richard Combs de The Monthly Film Bulletin escribió que los conceptos cómicos eran "demasiado inestables para mantener la película unida y tienden a autodestruirse a cierta distancia de cualquier alegoría pop de Estados Unidos". Gene Siskel del Chicago Tribune le dio a la película una estrella de cada cuatro y escribió que "puede ser la película más tonta y sórdida que he visto en los últimos cinco años". Tom Shales de The Washington Post elogió la película como "una de las pequeñas imágenes B más animadas del año", y agregó que "está diseñada principalmente como un espectáculo de excitación cinética y, en ese nivel, es un éxito rotundo". Kevin Thomas de Los Angeles Times también fue positivo, calificándolo de "una pequeña película de acción con grandes ideas" y encontrando a Carradine "fantástico" en su papel.
Roger Ebert le dio a la película cero estrellas en su reseña, ridiculizando su violencia y lamentando su atractivo para los niños pequeños. Sin embargo, durante una revisión de The Fast and the Furious en Ebert & Roeper and the Movies, Ebert nombró a Death Race 2000 como parte de una "gran tradición de autocines de verano" que adoptan una "mentalidad de explotación de verano en un manera inteligente". Si bien Ebert insinuó que no encontró la película tan horrible décadas después como lo hizo en 1975, dejó en claro que tampoco alteraría ni desautorizaría su calificación original de cero estrellas.
La película ha cosechado elogios de la crítica a lo largo de los años, con una puntuación del 83% en Rotten Tomatoes según 36 reseñas, con una puntuación media de 6.85 / 10, considerándola "fresca". El consenso crítico del sitio afirma que "Death Race 2000 es un clásico divertido y cursi, que genera emociones genuinas de su ultraviolencia sin sentido".
La película ha sido considerada durante mucho tiempo como un éxito de culto, y a menudo se veía como superior a Rollerball, un gran drama de estudio mucho más caro estrenado más tarde en el mismo año; otra película de deportes de ciencia ficción distópica que se centra de manera similar en el uso de deportes peligrosos como un "opiáceo" para las masas.

## Otros medios

### Videojuegos
El videojuego de 1982 Maze Death Race para computadoras Sinclair ZX81 (y 1983 para computadoras Sinclair ZX Spectrum) se parece a la película por su portada, título y contenido de conducción de automóviles.
La serie de videojuegos Carmageddon (Carmageddon, Carmageddon 2: Carpocalypse Now y Carmageddon 3: TDR 2000) todas piden préstamos a los personajes, la trama y los diseños del coche de la película Death Race 2000. Se suponía que el juego original era un juego basado en la serie de cómics de los años 90, pero los planes se cambiaron más tarde.

### Historietas
Una serie de secuelas de cómics titulada Death Race 2020 fue publicada en abril-noviembre de 1995 por el sello Cosmic Comics de Roger Corman, de corta duración. Fue escrito por Pat Mills de la fama del 2000, con arte de Kevin O'Neill. La pareja ya había trabajado juntos en varios cómics, incluido Marshal Law. La serie de cómics, como indica el título, tiene lugar 20 años después del final de la película y trata del regreso de Frankenstein a la carrera. Los nuevos corredores presentados aquí incluyeron a Von Dutch, The Alcoholic, Happy the Clown, Steppenwolf, Rick Rhesus y Harry Carrie.
La serie de cómics duró ocho números antes de ser cancelada y la historia quedó inacabada al final.

### Remake de la serie
Paul W. S. Anderson dirigió un remake titulado Death Race, que fue lanzado el 22 de agosto de 2008, es protagonizado por Jason Statham. La nueva versión comenzó a producirse a finales de agosto de 2007. Además de Statham, esta nueva versión también está protagonizada por Ian McShane, Joan Allen y Tyrese Gibson. También incluye un cameo (con voice-over) de David Carradine, repitiendo su papel de Frankenstein. Dos precuelas lanzadas a DVD, tituladas Death Race 2 (2010) y Death Race 3: Inferno (2013), fueron protagonizadas por Luke Goss, Tanit Phoenix, Danny Trejo y Ving Rhames, y una secuela directa lanzada en DVD, titulada Death Race: Beyond Anarchy (2018), también se produjeron.

### Secuela
Una secuela oficial de la película original, Death Race 2050, fue producida por Roger Corman y lanzada a principios de 2017.

### Otras referencias
- Al comienzo de la canción Isle of Dead de Buckethead, se puede escuchar un breve extracto de la película.
- En la película de 1992 Munchie Strikes Back, producida por Roger Corman, los fragmentos de la película (incluida la persecución en helicóptero) se utilizan como parte de un videojuego llamado Death Race 2000.
- El programa de Alex Jones utiliza con frecuencia el audio de la escena donde Harold explica el sistema de puntuación como un parachoques. El programa también transmite parachoques similares, que presentan clips de otras películas distópicas como Soylent Green y They Live.